# Fonetyka języka polskiego
Język polski reprezentuje typ spółgłoskowy. 

## Spółgłoski
|                     | Dwuwargowe | Dwuwargowe    | Wargowo- zębowe | Wargowo- zębowe | Zębowe     | Zębowe        | Zadziąsłowe | Zadziąsłowe   | Przednio- podniebienne | Miękko- podniebienne | Miękko- podniebienne | Krtaniowe |
| Niezmiękczone       | Zmiękczone | Niezmiękczone | Zmiękczone      | Niezmiękczone   | Zmiękczone | Niezmiękczone | Zmiękczone  | Niezmiękczone | Przednio- podniebienne | Zmiękczone           |                      | Krtaniowe |
| ------------------- | ---------- | ------------- | --------------- | --------------- | ---------- | ------------- | ----------- | ------------- | ---------------------- | -------------------- | -------------------- | --------- |
| Zwarte              | p b        | pʲ bʲ         |                 |                 | t̪ d̪        | t̪ʲ d̪ʲ         | t d         |               |                        | k ɡ                  | kʲ gʲ                |           |
| Zwarto- szczelinowe |            |               |                 |                 | t͡s̪ d͡z̪      |               | t͡ʂ d͡ʐ       |               | t͡ɕ d͡ʑ                  |                      |                      |           |
| Szczelinowe         |            |               | f v             | fʲ vʲ           | s̪ z̪        |               | ʂ ʐ         | ʂʲ ʐʲ         | ɕ ʑ                    | x ɣ                  | xʲ                   | (ɦ)       |
| Nosowe              | m̥ m        | mʲ            |                 |                 | n̪̊ n̪        |               | n̥ n         |               | ɲ̥ ɲ                    | ŋ̊ ŋ                  |                      |           |
| Półotwarte          | w          |               |                 |                 | (ɫ̪)        |               | l̥ l r̥ r     | lʲ rʲ         | j                      |                      |                      |           |

| Przykłady spółgłosek | Przykłady spółgłosek | Przykłady spółgłosek | Przykłady spółgłosek | Przykłady spółgłosek | Przykłady spółgłosek | Przykłady spółgłosek | Przykłady spółgłosek |
| Spółgłoska           | Przykład słowa       | Spółgłoska           | Przykład słowa       | Spółgłoska           | Przykład słowa       | Spółgłoska           | Przykład słowa       |
| -------------------- | -------------------- | -------------------- | -------------------- | -------------------- | -------------------- | -------------------- | -------------------- |
| p                    | prawica              | f                    | feniks               | xʲ                   | chichot              | ɫ̪                    | miłość               |
| b                    | Bóg                  | v                    | wolność              | ɦ                    | honor                | l̥                    | myśl                 |
| pʲ                   | pierwszy             | fʲ                   | światły              | m̥                    | mścić                | l                    | lekarstwo            |
| bʲ                   | biały                | vʲ                   | wiara                | m                    | mądrość              | r̥                    | rtęć                 |
| t̪                    | trwać                | s̪                    | sprawiedliwość       | mʲ                   | miecz                | r                    | rachunek             |
| d̪                    | dobroć               | z̪                    | zrozumieć            | n̪̊                    | brylant              | lʲ                   | Litwa                |
| t                    | podczas              | ʂ                    | szacunek             | n̪                    | nos                  | rʲ                   | ring                 |
| d                    | Andrzej              | ʐ                    | żarliwość            | n̥                    | lincz                | j                    | jasny                |
| k                    | król                 | ʂʲ                   | Sziwa                | n                    | pojedynczy           | t͡ʂ                   | człowiek             |
| g                    | gospodarka           | ʐʲ                   | żigolak              | ɲ̥                    | płyń                 | d͡ʐ                   | dżdżownica           |
| kʲ                   | kiedy                | ɕ                    | śnić                 | ŋ̊                    | bąk                  | t͡ɕ                   | ćma                  |
| gʲ                   | nieugięty            | ʑ                    | ziarno               | ŋ                    | ciągnąć              | d͡ʑ                   | dźgnąć               |
| t͡s̪                   | cukier               | x                    | chmura               | ɲ                    | nitka                | t̪ʲ                   | tiara                |
| d͡z̪                   | dzwon                | ɣ                    | niechby              | w                    | Europa               | d̪ʲ                   | adiunkt              |

W języku polskim nie istnieje fonem będący dźwięcznym odpowiednikiem fonemu /x/, a więc /ɣ/. Głoska ta pojawia się jedynie jako alofon /x/ w pozycji bezpośrednio poprzedzającej niektóre spółgłoski dźwięczne (tzw. obstruenty, tj. zwarte, szczelinowe i zwarto-szczelinowe), jak w wyrazie niechby [ˈɲɛɣbɨ] (ale nie w chleb, przed spółgłoską boczną, czy chmura, przed spółgłoską nosową). Niektórzy Polacy, zwłaszcza z pogranicza ukraińskiego i czeskiego, do dziś wymawiają <h> jako /ɦ/. Jest to wymowa tradycyjna, która obowiązywała jeszcze w XVII wieku i później, jednak to rozróżnienie w polszczyźnie nie istniało od początku jej rozwoju, będąc wpływem innych języków słowiańskich, głównie ruskiego. Wymowa dźwięcznego h zachowała się w wielu regionach byłej i teraźniejszej Polski – w Białymstoku (por. gwara białostocka), we Lwowie, na Śląsku, zdarza się też na Pomorzu Zachodnim, a także w Łodzi. Na Łotwie zaniknęło rozróżnienie w wymowie pomiędzy h a ch – tam jednak dźwięczne h wyparło bezdźwięczne ch.
Spółgłoska [ɫ] w dzisiejszym języku polskim już niemal nie występuje. Większość Polaków wymawia zamiast niej [w] (zjawisko określane dawniej jako wałczenie). Wymowa [w] jest obligatoryjna w niektórych wyrazach obcego pochodzenia zawierających w zapisie ortograficznym literę u lub w, takich jak auto [awt̪ɔ] czy weekend ['wikɛnt]. Artykułowanie w tych wyrazach przedniojęzykowego [ɫ] czy też samogłoski [u] („ałto”, „a-uto”) jest według normatywistów rażącym błędem.

## Samogłoski

W języku polskim występuje 5–8 fonemów samogłoskowych: i, (y), e, a, o, u, (ą), (ę). W tradycyjnych opisach języka polskiego przyjmuje się też, że istnieją co najmniej dwa fonemy samogłoskowe nosowe odpowiadające literom ę i ą. W nowszych opisach fonologii polszczyzny współczesnej fonemów samogłoskowych nosowych nie wymienia się, uznając, że grafemom ę, ą odpowiadają w istocie ciągi złożone z dwu fonemów, ustnej samogłoski oraz odpowiedniego fonemu spółgłoskowego. Jeżeli przyjąć, że istnieje 6 polskich fonemów samogłoskowych, to literom (grafemom) samogłoskowym odpowiadają następujące fonemy:
- literom i, y – i/y (litera i może oznaczać również zmiękczenie poprzedniej spółgłoski. Przyjęcie istnienia jednolitego fonemu i/y wymagało przyjęcia istnienia w wyrazach obcych niezależnych fonemów typu r´, t´. Obecnie powszechnie[8] przyjmuje się istnienie dwóch odrębnych fonemów i oraz y.);
- literom e, a, o – odpowiednio fonemy e, a, o;
- literom u, ó – fonem u;
- literze ę – fonemy (grupy fonemów) en (np. przed t), eń (np. przed ć) em (np. przed b), e (np. przed l, ł i na końcu wyrazu);
- literze ą – fonemy (grupy fonemów) on (np. przed t, k), oń (np. przed ć) om (np. przed b), o (np. przed l, ł), ą (np. na końcu wyrazu).

Fonem /a/ realizowany jest jako głoska [ä], fonem /u/ jako głoska [u], fonem /o/ jako głoska [ɔ]. zaś fonem /e/ jako głoska [ɛ]. Między dwiema spółgłoskami miękkimi (tak jak w wyrazach jajko czy pięć) występują odpowiednio głoski [æ], [ʉ], [o] i [e]. Co do fonemów i oraz y, w nagłosie, po samogłosce i po spółgłosce miękkiej (czyli tam, gdzie odpowiada mu litera i) występuje tylko [i], a po spółgłosce twardej (litera y) – [ɨ], polska głoska jest jednak bardziej otwarta niż [ɨ], dlatego też można spotkać się z oddawaniem jej znakiem [ɘ].
Obok zapisu /ɨ/, /ɛ/, /ɔ/ spotyka się /ɪ/, /e/, /o/.

## Samogłoski nosowe
W języku polskim występują zachowane jeszcze z prasłowiańskiego samogłoski nosowe, które zanikły w większości pozostałych języków słowiańskich (występują w języku kaszubskim, oraz można było resztkę ich znaleźć w dialektach macedońskich i bułgarskich jeszcze w początku minionego wieku). Samogłoski te to ą oraz ę. Jednak i w polskim zachodzi proces zaniku samogłosek nosowych. Samogłoski historycznie nosowe, w pewnych kontekstach przechodzą w nienosowe. Dotyczy to przede wszystkim ę na końcu wyrazu, np.:
| Zjawisko                     | Przykład | Przykład            |
| Zjawisko                     | Pisownia | Przeważająca wymowa |
| ---------------------------- | -------- | ------------------- |
| Zanik nosowości ę w wygłosie | się      | sie                 |
| Zanik nosowości ę w wygłosie | kobietę  | kobiete             |
| Zanik nosowości ę w wygłosie | widzę    | widze               |

Proces ten nie zachodzi tak jak w większości języków słowiańskich, bo tutaj nie zanika nosowość, lecz jakby spółgłoska nosowa odszczepia się od samogłoski i stoi sama. Obecnie praktycznie wszystkie dawne samogłoski nosowe wymawiane są asynchronicznie jako nosowe dwugłoski, tzn. składają się z elementu ustnego i nosowego. Elementem nosowym jest [n] (przed /d/, /t/, /cz/, /dż/, /c/, /dz/), [ɲ] (przed /ć/, /dź/), [m] (przed /p/, /b/), [ŋ] (przed /k/, /g/), [w̃] (przed /s/, /z/, /sz/ i /ż/). Tak więc typowa współczesna wymowa dawnych samogłosek nosowych to np. „kąt” – /kɔn̪t̪/, „wąż” – /vɔw̃ʂ/ (wymowa /vɔ̃ʂ/ nie jest już w ogóle brana pod uwagę przez autorów nowszych opracowań specjalistycznych, chociaż jest stosowana w słownikach), „trąbka” – /ˈt̪rɔmpka/. W innych językach nosowość zanikła, np. ǫ przeszło często w u (czeskie „budu” i rosyjskie „буду” budu) obok polskiego „będę” /bende/ z prasłowiańskiego „bǫdǫ”.
Dwugłoski nosowe tworzą się tam, gdzie ich wcześniej nie było, najczęściej w pozycji przed /s/. Por. pisownię nonsens i wymowę /ˈn̪ɔw̃sɛw̃s/. Tego typu wymowa zdarza się także w przypadku samogłosek innych niż e i o, np. „awans” – /ˈavaw̃s/, „kunszt” – /kuw̃ʂt/.
Istnieje też tak zwana wymowa beznosówkowa, pozbawiona aprobaty normatywnej.

## Dawne podejście
Tadeusz Milewski podał następujący system:
```
i   u
 e o    ǫ
  a
```

```
m     f  v      p  b
m'    f' v'     p' b'
n l r s  z c ʒ  t  d
ń     š  ž č ǯ
      ś  ź ć ʒ́
       x        k  g
                k' g'
```

Rozróżnienie wyrazów trik i tryk interpretował jako dowód na pojawienie się fonemu /r'/, który wcześniej był tylko fonemem potencjalnym.

## Budowa sylab, długość samogłosek oraz miękkość
We współczesnym języku polskim jest tylko jedna długość samogłosek. Nie znaczy to, że nie wypowiada się czasem jej dłużej lub krócej, a jedynie że nie ma to wpływu na znaczenie. Historycznie polski był językiem o dominującej budowie sylab CV (zakończone samogłoską, tak jak we włoskim i japońskim) i były 3 długości samogłosek: półkrótkie, krótkie, długie. Istniały dwie samogłoski półkrótkie (jery) – miękka i twarda. Samogłoski te zanikły, przy czym jednocześnie następowało wydłużenie samogłoski poprzedzającej, a dwie sylaby typu CV zmieniały się w jedną CVC. Samogłoski krótkie przechodziły przy wydłużeniu w miękkie lub twarde e. Przy zaniku miękkiej samogłoski krótkiej ostatnia spółgłoska zachowywała miękkość. Tak np.: "D (krótka samogłoska miękka) N (krótka samogłoska miękka)" przechodziło w "D (normalne E, miękkie N)" (dzień), natomiast "D (krótka samogłoska miękka) N (miękkie A)" w "D N (miękkie A)" (dnia). Długie samogłoski przeszły w swoje krótkie odpowiedniki, przy czym następowało podniesienie wymowy. Podwyższone a, e i o, przez pewien czas stanowiące osobne dźwięki, przeszły w a i e i u. To ostatnie nadal jest zaznaczane ortograficznie przez ó, przez pewien czas zaznaczano też odrębnymi znakami podwyższone a i e. Samogłosek wysokich i oraz u oczywiście nie można było podwyższyć.

## Akcent

### Przejawy akcentu
Akcent w języku polskim ma charakter mieszany toniczno-dynamiczny. Następujące trzy elementy tworzą akcent w wyrazie:
- początek wyrazu cechuje wysoki poziom intensywności,
- podwyższenie tonu sylaby akcentowanej,
- wzdłużenie samogłoski akcentowanej i osłabienie artykulacji na końcu wyrazu.

W wyrazach dwusylabowych (z akcentem na pierwszej sylabie) akcent ma charakter przede wszystkim dynamiczny, na ogół występuje też pewne wzdłużenie samogłoski (szczególnie jeśli wyraz wymawiany jest w izolacji). Różnice w wysokości tonu są mniej regularne. Akcentowana sylaba przedostatnia w wyrazach ponaddwusylabowych ma wyższy ton niż przynajmniej jedna z sylab ją otaczających, również samogłoska akcentowana może ulec wzdłużeniu. W wyrazach czterosylabowych i dłuższych pojawia się, oprócz akcentu na sylabie przedostatniej, akcent poboczny na sylabie pierwszej. Akcent poboczny objawia się wyższym poziomem intensywności niż kolejne sylaby.

### Miejsce akcentu
Akcent w języku polskim jest prawie zawsze paroksytoniczny, tzn. pada na przedostatnią sylabę wyrazu. Istnieje jednak spora grupa rzeczowników i liczebników akcentowanych proparoksytonicznie, tj. na sylabie trzeciej od końca, zarówno w wyrazach rodzimych, jak i obcych. Oprócz tego w niektórych czasownikach rodzimych akcent może padać nawet na czwartą sylabę od końca.
Wyrazy rodzime
Proparoksytonicznie (na 3. sylabę od końca) akcentuje się:
- liczebniki, w których jedno ze słów składowych jest wielosylabowe, np. CZTErysta, SIEdemset, Osiemset, DZIEwięćset, bo: CZTEry, SIEdem, Osiem, DZIEwięć;
- wiele rzeczowników tradycyjnie akcentowanych w ten sposób, np. REguła, RYzyko, oKOlica, rzeczposPOlita.

W związku z silną tendencją do wyrównywania akcentu w wyżej wymienionych typach wyrazów, słowniki normatywne dopuszczają ich akcentowanie na sylabie przedostatniej w wymownie mniej starannej i sytuacjach bardziej swobodnych.
Jest jeszcze jedna grupa wyjątków od zasady paroksytoniczności (akcentu na przedostatnią sylabę). Tworzą ją niektóre formy czasowników:
- formy czasu przeszłego (1. i 2. os. l. mn., obu rodzajów) – są akcentowane tak, jakby końcówki osobowe -śmy, -ście nie należały do wyrazu, np. POszliśmy i POszłyśmy, POszliście i POszłyście,
- formy trybu przypuszczającego (wszystkich osób i rodzajów) – są akcentowane tak, jakby końcówki -bym, byś, (l. poj.), byśmy, byście (l. mn.), -by  (obie liczby) nie należały do wyrazu, np. POszedłbym i POszłabym, POszedłbyś i POszłabyś, POszedłby i POszłaby.

Obie końcówki mogą występować razem – w 1. i 2. osobie liczby mnogiej trybu przypuszczającego, niezależnie od rodzaju. Wtedy obie końcówki są ignorowane i akcent pada na czwartą sylabę od końca, np. czyTAlibyśmy i czyTAłybyśmy, POszlibyśmy i POszłybyśmy itd.
Wyrazy obce
Proparoksytonicznie (na 3. sylabę od końca) akcentuje się również:
- Rzeczowniki pochodzenia greckiego (rzadziej łacińskiego) zakończone na -ika, np. GRAfika. Polski Wikisłownik podaje ponad 30 przykładów:
  - po spółgłosce /n/: botanika, ekskomunika, elektronika, eugenika, gnomonika, harmonika, klinika, kronika, mechanika, mechatronika, panika, politechnika, polonika, technika, tonika,
  - po spółgłosce /l/: bazylika, bukolika, hydraulika, publika, replika, republika, symbolika,
  - po spółgłosce /m/: ceramika, dynamika, kinemika, polemika,
  - po spółgłosce /g/: andragogika, liturgika, logika, pedagogika,
  - po spółgłoskach /b/, /f/, /x/ i samogłosce /a/: arabika, trafika, psychika, fotowoltaika.

Uwaga: wyraz tunika jest podobnie pisany, ale jest pochodzenia łacińskiego i akcentuje się go zwyczajnie, tuNIka. Podobnie jest z imionami żeńskimi Dominika, Eunika, Marika, Monika, i Ludwika. Istnieją też wyrazy rodzime zakończone na -ika, np. osika. One również są akcentowane zwyczajnie, tj. paroksytonicznie (oSIka). Wyraz mozaika, mimo analogicznej pisowni, czyta się moZAJka.
- Analogiczne rzeczowniki zakończone na -yka, np. mateMAtyka, AMEryka. Wikisłownik podaje ponad 60 przykładów (nie licząc końcówek -styka):
  - po spółgłosce /t/: Antarktyka, Arktyka, Attyka, Bałtyka, biurotyka, dalmatyka, egzotyka, ekliptyka, erotyka, galaktyka, lektyka, perystaltyka, praktyka, tematyka,
  - po spółgłosce /r/: Afryka, fabryka, liryka, metryka, papryka, retoryka,
  - po spółgłosce /s/: Korsyka, leksyka,
  - po spółgłosce /z/: muzyka, fizyka.

Wiele rzeczowników z końcówką -tyka oznacza pewne dyscypliny naukowe, artystyczne, sportowe, rekreacyjne i zawodowe: aeronautyka, aporetyka, arytmetyka, astronautyka, atletyka, cybernetyka, dietetyka, dydaktyka, energetyka, estetyka, etyka, fonetyka, genetyka, gramatyka, hermeneutyka, homiletyka, hydrostatyka, informatyka, krytyka, memetyka, metafizyka, meteorytyka, katechetyka, kinematyka, kosmetyka, optyka, pneumatyka, polityka, profilaktyka, propedeutyka, robotyka, semantyka, semiotyka, systematyka, taktyka.
Częsta jest końcówka -styka. Rzeczowniki z tą końcówką zwykle należą do powyższej grupy tematycznej. Końcówkę tę noszą także słowa charakterystyka, spastyka i swastyka.  Słów z taką końcówką jest ponad 50, np.:
- - zakończone na -istyka, po spółgłoskach /m/, /n/, /b/, /w/, /l/, /g/ i po samogłoskach /e/, /a/: afrykanistyka, amerykanistyka, alpinistyka, arabistyka, balistyka, biblistyka, bohemistyka, chopinistyka, ekistyka, europeistyka, filatelistyka, germanistyka, himalaistyka, humanistyka, indoeuropeistyka, iranistyka, islamistyka, italianistyka, japonistyka, judaistyka, kognitywistyka, kryminalistyka, labelistyka, lingwistyka, logistyka, luzytanistyka, mediewistyka, mistyka, okulistyka, orientalistyka, polonistyka, slawistyka, szopenistyka, ugrofinistyka, żurnalistyka,
  - zakończone na -ystyka, po spółgłoskach /r/, /t/: aforystyka, akwarystyka, beletrystyka, charakterystyka, dentystyka, ekwilibrystyka, erystyka, florystyka, folklorystyka, heurystyka, statystyka, turystyka.
  - pozostałe zakończone na -styka, konkretniej na -ustyka, -ostyka i -astyka: akustyka, diagnostyka, fantastyka, gimnastyka, onomastyka, plastyka, scholastyka, spastyka, swastyka.

Uwaga: podobną końcówkę mają niektóre rzeczowniki rodzime, np. nazwa wsi Muzyka i nazwisko Kołdyka. Są akcentowane paroksytonicznie. Podobnie jest z imionami: Eryka, Fryderyka, Henryka, Ulryka oraz z wyrazami: attyka (w architekturze), bijatyka, Kostaryka, motyka, pijatyka, rubryka.
Łącznie wyrazów zakończonych na -yka i akcentowanych proparoksytonicznie jest ponad 110. Razem z wyrazami zakończonymi na -ika jest ich ponad 150.
- Pewne formy rzeczowników zakończonych na -ik, -yk – w przypadkach innych niż mianownik oraz w liczbie mnogiej mogą mieć o jedną sylabę więcej, np. MUzyk, ale N. z MUzykiem, W. MUzyku, l.mn. MUzycy;

Uwaga: rzeczowniki męskie mogą się kończyć na -ik, -yk: Ludwik, Dominik silnik, czajnik, złotnik, okrutnik. W pewnych formach mają końcówkę -ika, np. Ludwika, Dominika, silnika, czajnika, złotnika, okrutnika itd. Są wtedy akcentowane zwyczajnie, tj. na przedostatnią sylabę.
Mimo rozpowszechnienia akcentu paroksotonicznego (spowodowanego przede wszystkim pisownią) słowniki zalecają opisany sposób akcentowania.

### Nienormatywne akcentowanie
W języku codziennym można spotkać formy akcentowania odbiegające od skodyfikowanych norm polszczyzny standardowej. Do najczęstszych odstępstw należą:
- akcent paroksytoniczny (na 2. sylabę od końca, przedostatnią) w niektórych formach czasu przeszłego bądź też trybu przypuszczającego czasowników. Dla osób osłuchanych z wzorcowym akcentowaniem tego typu wyrazów rażące może być wymawianie np. przySZLIście, jeDLIśmy, piLIśmy, kupiliBYście zamiast PRZYszliście, JEdliśmy, PIliśmy, kuPIlibyście. Innowacja ta ma jednak sankcję normatywną na poziomie normy użytkowej[13].

Zdarzają się też przypadki hiperpoprawności, tj. akcentu proparoksytonicznego (na 3. sylabą od końca) tam, gdzie normatywnie możliwy jest tylko paroksytoniczny (na przedostatnią sylabę):
- NAuka – nie jest to słowo zakończone na -ika lub -yka. Zgodnie z normą należy mówić naUka.
- BibLIOteka – chociaż jest to słowo pochodzenia greckiego, nie należy do tej samej grupy co rzeczowniki zakończone na -ika, -yka i jego normatywna wymowa to biblioTEka.